# Китагава Утамаро

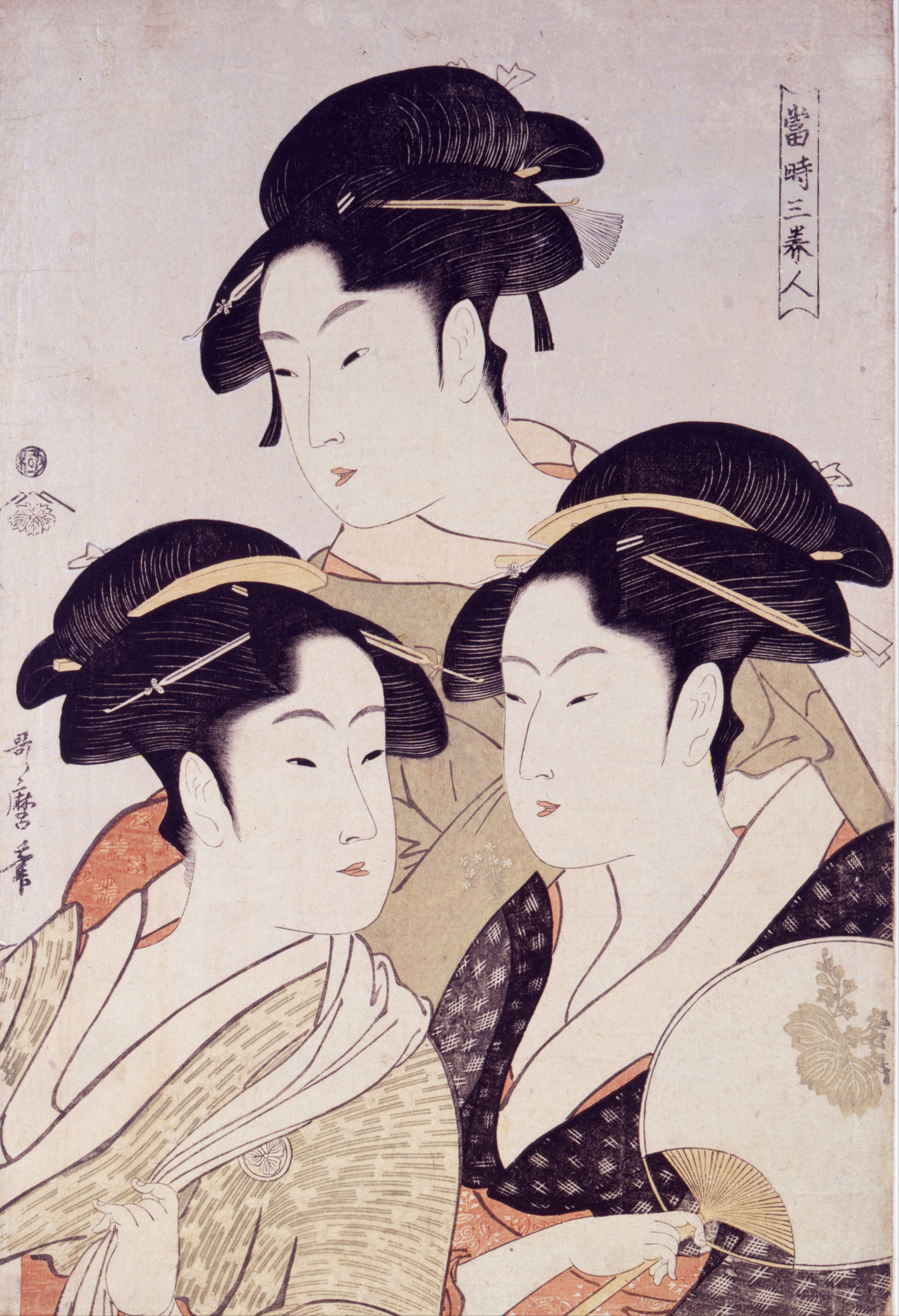
Утамаро. Три знаменитые красавицы

Китагава Утамаро (яп. 喜多川歌麿, 1753—1806) — японский художник, один из крупнейших мастеров укиё-э, во многом определивший черты японской классической гравюры периода её расцвета в конце XVIII в.

## Биография
Среди предполагаемых мест рождения художника фигурируют Эдо (ныне Токио), Киото и Осака.
Его имя при рождении — Нобуёси, а Утамаро — псевдоним, который художник стал использовать с 1781 года.
После смерти отца Утамаро переехал из провинции Мусаси в Эдо. Здесь он поступил в студию Торияма Сэкиэн — художника школы Кано — и оставался там в течение семи лет.
В 1775 году происходит его знакомство с издателем Цутая Дзюдзабуро, оказавшим огромное влияние на его творчество. Многие его прекрасные альбомы, иллюстрированные книги, серии станковых гравюр появились в результате длительного сотрудничества с Цутая. Из современников наибольшее влияние на Утамаро оказал Тории Киёнага.
Утамаро обращался к сюжетам из жизни ремесленников, создавал пейзажи, изображения фауны и флоры (альбомы гравюр «Книга о насекомых», 1788, и др.), однако прославился произведениями, посвященными гейшам квартала Ёсивара (альбом гравюр «Ежегодник зелёных домов Ёсивара», 1804). Виртуозно обыгрывал декоративный эффект белой поверхности бумаги. Часто использовал бесконтурную технику письма, киноварь и слюдяную краску в печати. в ряде случаев использовал в женских портретах погрудные композиции (впервые в японской ксилографии).
Утамаро достигал особой тонкости в передаче душевных состояний.

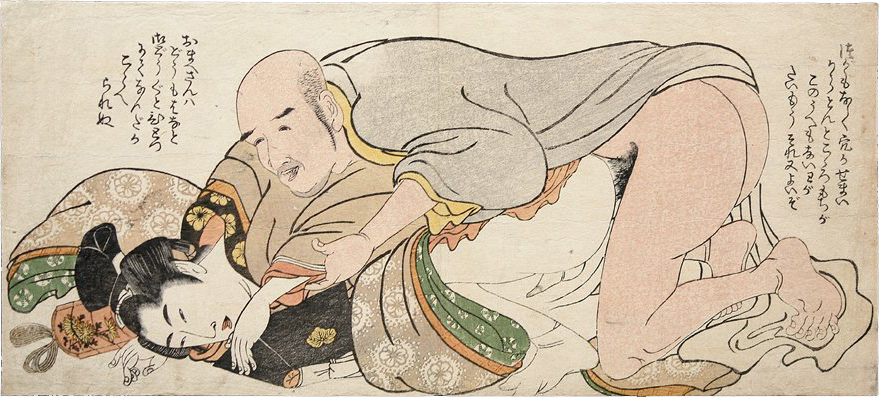
Отношения между буддистским монахом и молодым пажом. Около 1803 года

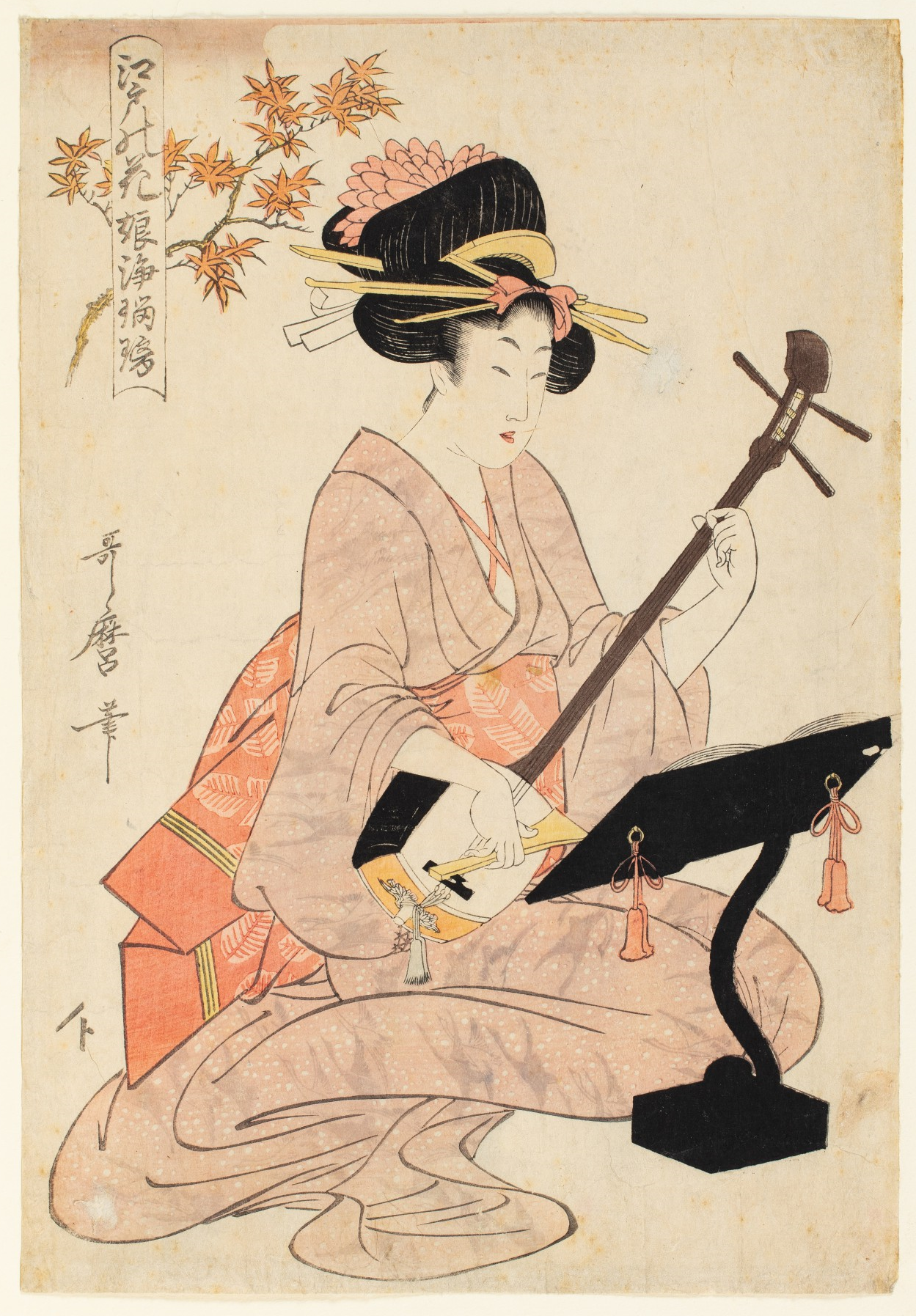
Утамаро. Цветы в Эдо, ок. 1800

В 1804 году за изображение героя японской истории Тоётоми Хидэёси «в неподобающем виде» Утамаро попадает в тюрьму. Арест и пребывание в тюрьме нанесли ему тяжелую психологическую травму. Он не смог оправиться от перенесенных потрясений, и поздний период его творчества окрашен в трагические тона. Вскоре после освобождения из-под стражи Утамаро скончался.
Изысканно-поэтическое творчество Утамаро сыграло важную роль в пробуждении у европейцев конца XIX века интереса к японской гравюре.

## Творчество
Его искусство сосредоточено на образах женщин, которые он передает в изысканной лирической манере («Десять типов женских лиц», 1791—1792; «Десять форм женского лица», 1802, и др.).

## Влияние
Его произведения стали известны в Европе в середине XIX в. и повлияли на творчество французских импрессионистов.